# 艾德里安妮·巴隆
愛卓恩·伊麗莎·貝倫-荷頓（Adrienne Eliza Bailon-Houghton，1983年10月24日—）是美国电视名人、歌手和演员。她是女子团体3LW和The Cheetah Girls的前成员。2013年至2022年，她担任日间脱口秀节目The Real的联合主持人，她为此获得日间艾美奖。  
貝倫参演了電影The Cheetah Girls、卡特教頭和All You've Got。她客串过许多电视连续剧，包括天才魔女 （她在衍生剧集魔女之家中再次演出的角色）和小查與寇弟的頂級生活。 2013年，貝倫成为美国首位日间脱口秀节目的拉丁裔主持人。 她还在2019年参加了蒙面歌手比赛，获得第三名。 